# Gilson de Souza (prefeito)
Gilson de Souza (Delfinópolis,16 de novembro de 1955) é um político e comerciante brasileiro, filiado ao (DEM) e ex-prefeito da cidade de Franca, eleito em segundo turno com 90.817 votos (56,33%). Foi o vereador mais jovem eleito em Franca, na época com 27 anos. Além dos cargos políticos, é bacharel de direito e contador.
Concorreu pela primeira vez a prefeitura de Franca em 1996, pelo PFL, tendo sido derrotado por Gilmar Dominici, candidato do PT, ficou em segundo lugar com 31.076 votos (22,95%). Tendo tentado outras duas vezes ficando em terceiro na eleição de 2000 e em quarto lugar na eleição de 2004.
Venceu a eleição de 2016, revertendo um quadro totalmente desfavorável, o candidato do PSDB, ex-prefeito Sidnei Rocha, era o favorito e venceu o primeiro turno com 69.902 votos (43,24%) contra 34.976 votos do democrata (21,64%) e da terceira colocada Flávia Lancha, do PMDB que teve 28.609 votos (17,70%). Aliando-se a alguns dos adversários do primeiro turno, conseguiu quebrar uma hegemonia de 12 anos do PSDB na cidade com 90.817 votos (56,33%) a 70.405 votos. (43,67%)
Tentou a reeleição no pleito de 15 de novembro de 2020 sem sucesso, onde obteve 9.664 votos (6,73%) sexta colocação e ficou distante de uma possível ida para o segundo turno, vencido pelo ex-prefeito Alexandre Ferreira do MDB, contra a candidata do PSD, Flávia Lancha.